# Código telegráfico chino

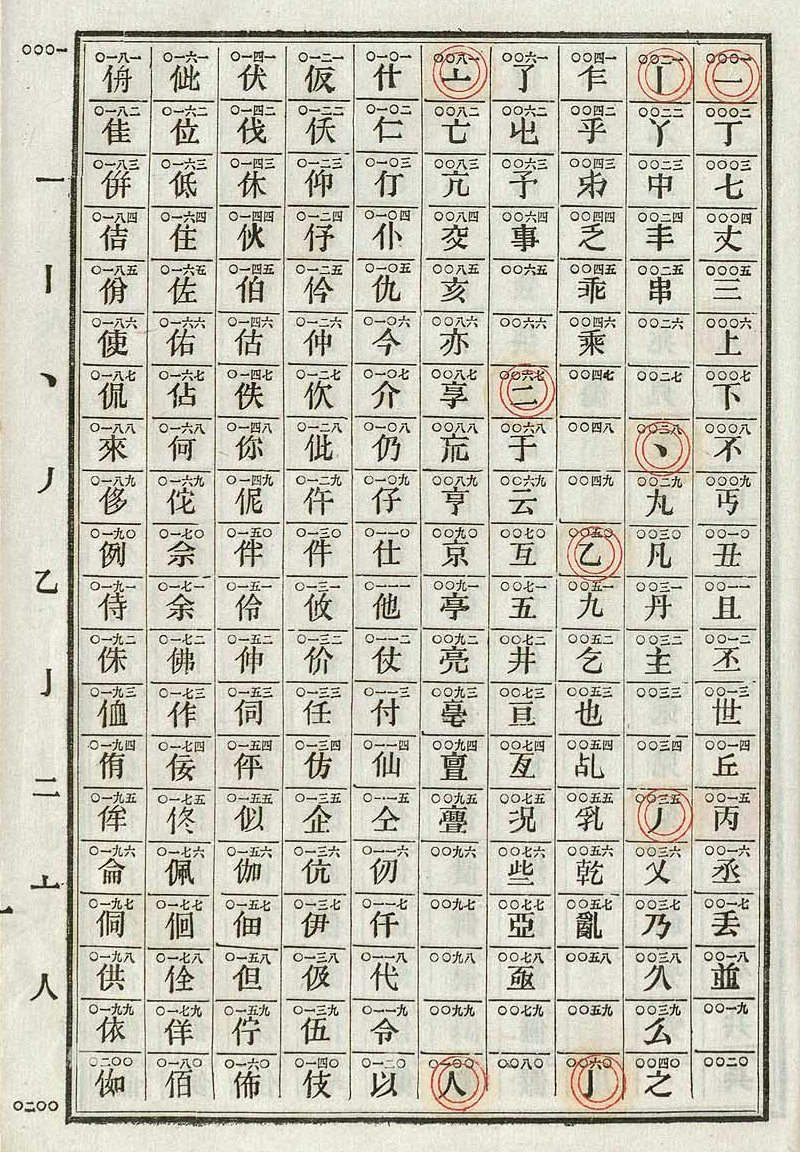
Códigos de telégrafo chinos Viguier: de 0001 a 0200 (Viguier, 1872). Este juego de códigos fue sustituido en 1929 por una versión mejorada, compilada por Zheng Guanying.

El código telegráfico chino, código de telégrafo chino, o código comercial chino (chino simplificado: 中文电码; chino tradicional: 中文電碼; pinyin: Zhōngwén diànmǎ; o también chino simplificado: 中文电报码; chino traditional: 中文電報碼; y pinyin: Zhōngwén diànbàomǎ) es un código decimal de cuatro dígitos (por codificación de caracteres) utilizado para telegrafiar eléctricamente mensajes originalmente escritos con ideogramas chinos.

## Codificado y descodificado
Para codificar y descodificar el código de telégrafo chino se dispone de un libro de códigos, que contiene una correspondencia entre caracteres chinos y los números decimales de cuatro dígitos desde 0000 a 9999. Los caracteres chinos están ordenados y numerados en el orden usual utilizado en los diccionarios generales de chino, según sus radicales y acentuación. Cada página del libro muestra 100 emparejamientos de un carácter chino y su correspondiente número, mediante una serie de tablas de 10×10. Los dos primeros dígitos significativos de cada código indican el número de página (desde la 00 a la 99), el siguiente dígito indica el número de fila (de 0 a 9), y el último indica la columna de (también de 0 a 9, con el 1 correspondiendo a la columna situada más a la derecha y el 0 a la de la izquierda). Por ejemplo, el código 0022 (utilizado para el símbolo 中 (zhōng), que significa “centro”) está situado en la página de número 00 del libro de códigos, en la fila 2, y en la columna 2 de la tabla correspondiente; y el código 2429 (utilizado para el símbolo 文 (wén), que significa “guion”) aparece en la página 24, fila 2, columna 9. El Libro de Códigos Telégraficos Estándar (República Popular China, Ministerio de Correos y Telecomunicaciones, 2002) incluye los códigos para aproximadamente 7000 símbolos chinos.
El emisor debe convertir sus mensajes escritos con caracteres chinos en una secuencia de dígitos según el libro de códigos. Por ejemplo, la frase 中文信息 (Zhōngwén xìnxī), que significa “información en chino,” es transformada al código como 0022 2429 0207 1873. La transmisión se realiza utilizando el código morse. El receptor interpreta el código Morse, obteniendo una secuencia de dígitos, que se separan de cuatro en cuatro, y se descodifican uno a uno de acuerdo con su ordenación en el libro de códigos.
El libro de códigos también define códigos para el alfabeto Zhuyin, el alfabeto latino, el alfabeto cirílico, y varios símbolos que incluyen caracteres especiales para indicar meses, días del mes y horas.
El emisor puede traducir sus mensajes a números por sí mismo, o pagar un pequeño coste para que se los traduzca un telegrafista. Telegrafistas expertos chinos son capaces de recordar varios miles de códigos de uso más frecuente.
El Libro de Códigos Telegráficos Estándar incluye también un código alternativo de tres letras (AAA, AAB, …) para tabular los caracteres chinos. Reduce la longitud del telegrama resultante, abaratando los costes en los mensajes internacionales hasta un 25% si se compara con el código de cuatro dígitos.

### Uso
Buscar un carácter dado por su número es directo: basta localizar su página, fila y columna. En cambio, averiguar qué código numérico corresponde a un símbolo determinado es más difícil, y requiere analizar el símbolo. El método de las cuatro esquinas se desarrolló en la década de 1920 para facilitar la búsqueda de los ideogramas ordenados de acuerdo con su forma, y permanece como método de entrada de simbología china para ordenadores.

## Historia
El primer código de telégrafo para el chino empezó a utilizarse poco después de que la Compañía de Telégrafo del Gran Norte (大北電報公司 / 大北電報公司 Dàběi Diànbào Gōngsī) introdujo la telegrafía en China en 1871.
Septime Auguste Viguier, un agente de aduanas francés en Shanghái, publicó un libro de códigos (Viguier 1872), con posterioridad al trabajo inicial compilado por el astrónomo danés Hans Schjellerup.
Considerando la insuficiencia y el desorden del código de caracteres anterior, Zheng Guanying (鄭觀應 / 郑观应) compiló un nuevo libro de códigos en 1881. Fue utilizado hasta que el Ministerio de Transporte y Comunicaciones imprimió un nuevo libro en 1929. En 1933 se añadió un suplemento al libro.
Tras el establecimiento de la República Popular China en 1949, el libro de códigos se bifurcó en dos versiones, debido a las revisiones independientes entre sí efectuadas en la China continental y en Taiwán. La versión continental, el Código de Telégrafo Estándar, adoptó los caracteres chinos simplificados en 1983.

## Aplicación
El código de telégrafo chino puede ser utilizado como un método de entrada del chino para ordenadores. Usuarios de ordenador normales difícilmente podrían dominarlo porque se necesita mucho trabajo de memorización. Sin embargo, sigue utilizándose el método de las cuatro esquinas, que permite ordenar los ideogramas por su forma.
Las tarjetas de identidad de residentes de Hong Kong incluyen el código de telégrafo del nombre chino original del titular (Departamento de Inmigración de Hong Kong, 2006). Los impresos administrativos proporcionados por el gobierno y las empresas en Hong Kong a menudo requieren consignar los códigos de telégrafo de los nombres chinos. Estos códigos facilitan el volcado de los ideogramas chinos al ordenador.
Los códigos de telégrafo chinos también son utilizados extensamente en investigaciones legales en todo el mundo, cuando implican asuntos étnicos chinos, en los que las variantes fonéticas de las ortografías de los nombres chinos pueden crear confusión. Diferencias dialectales (Señor Wu en mandarín, toma la forma Señor Ng en cantonés) y las diferencias de los sistemas de transliteración (Señor Xiao en el sistema pinyin Hanyu, y Señor Hsiao' en el sistema Wade-Giles) pueden crear problemas serios a los investigadores judiciales, que se solventan mediante la aplicación del código del telégrafo chino. 
Por ejemplo, un policía que investigue un asunto en Taiwán sobre alguien llamado Hsiao Ai-Kuo, no podría saber si es la misma persona que alguien llamado en China Xiao Aiguo ó  Siu Oi-Kwok en Hong Kong. Sin embargo, en los tres casos los ideogramas reales quedan unívocamente relacionados por el Código Telegráfico Chino: 5618/1947/0948 para 萧爱国 (simplificado) / 蕭愛國 (tradicional).
Los códigos de telégrafo chinos son también utilizados ocasionalmente en los documentos de inmigración australianos y estadounidenses. Por ejemplo, el impreso DS-230 para solicitantes de visado de las clases K1/K2, requiere consignar el código de telégrafo del nombre del solicitante (desde el 8 de marzo de 2009).